# Giulia Lama
Giulia Elisabetta Lama (Venècia, 1 d'octubre de 1681 - Venècia, 7 d'octubre de 1747) va ser una pintora italiana. El seu estil fosc i dramàtic contrasta amb els colors pastel dominants de l'època barroca tardana.

## Biografia i obra
La vida sense incidents de Giulia Lama és digne de menció i això ha creat molts problemes en la reconstrucció de la seva biografia. A més, criticada pel disseny defectuós i execució gruixuda, va ser poc apreciada en la segona meitat del segle xviii, i només a partir dels historiadors de l'art del segle xx s'ha pogut recuperar la seva obra. Els estudis més importants sobre la seva representació es deuen a Giuseppe Fiocco, Rodolfo Pallucchini, Ugo Ruggeri i Adriano Mariuz, qui es van comprometre també a reconstruir el catàleg d'obres (moltes obres es van perdre en el mercat d'antiguitats o atribuïdes a altres, com Johann Liss Giovanni Battista Piazzetta, Giovan Battista Tiepolo).
Ella va néixer a la parròquia de Santa Maria Formosa (va ser batejada a la mateixa església cinc dies després) pel pintor Agostino Dell'Avese i la seva esposa Valentina. Mai es va casar ni va tenir fills i sempre va viure a la casa de la família al carrer Lunga.

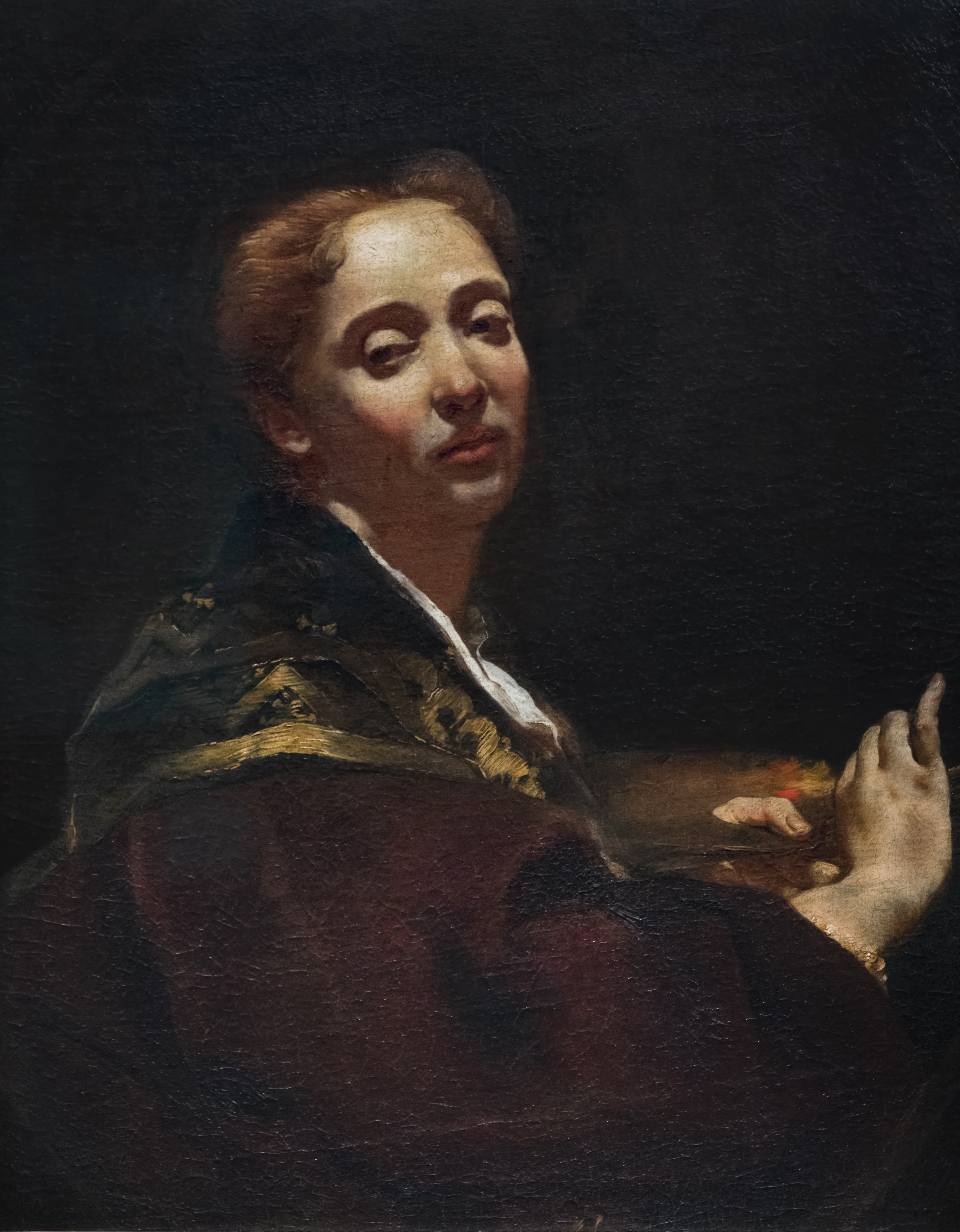
Retrat de Giulia Lama per Giovanni Battista Piazzetta

Va aprendre a pintar amb seu pare, el pintor Agostino Lama. A continuació, va estudiar al costat d'un amic de la infància, Giovanni Battista Piazzetta (1682-1754), el destacat pintor rococó de diversos temes religiosos i pintures de gènere, encara que en aquest cas existeix el debat sobre si era una estudiant de Piazzetta o una estudiant que va pintar al costat de Piazzetta a l'Escola d'Antonio Molinari a Venècia. No obstant això, els registres mostren que van ser companys pintors, no mestre i l'estudiant. Com a resultat de l'aprenentatge conjunt, els seus estils són similars en els forts contrastos de llum i ombra. Ells eren coneguts per ser bons amics, Piazzetta fins i tot va pintar un retrat de la seva amiga entre 1715 i 1720. Lama mai va pintar com a pintora professional; no es va inscriure en el gremi i va seguir fent de brodadora.
Segons Antonio Conti, de jove va estudiar matemàtiques, el que podria explicar per què les seves activitats artístiques són prou tardanes, quan ja tenia més de trenta anys. En aquest primer període, però, ja era una pintora amb una formació sòlida i establerta; la primera obra signada és el Ritratto del procuratore Pietro Grimani (El retrat del procurador Pietro Grimani, 1719), dissenyat per ella i gravat per Andrea Zucchi, però abans de 1720 ja havia conclòs el Cristo condotto al Calvario (Crist conduït al Calvari) per a l'església de Crist miracle de Poveglia, actualment perdut. Durant aquests mateixos anys es va encarregar del retaule per a l'altar major de Santa Maria Formosa (1722-1723), el Cristo incoronato di Spine (Crist coronat d'espines) i el Cristo sulla via del Calvario (Crist en el camí del Calvari), conservat a l'ermita de Monte Rua (amb una clara influència de Piazzetta), així com la Decollazione di una santa (Decapitació d'una santa), actualment exposat a Ca 'Rezzonico.

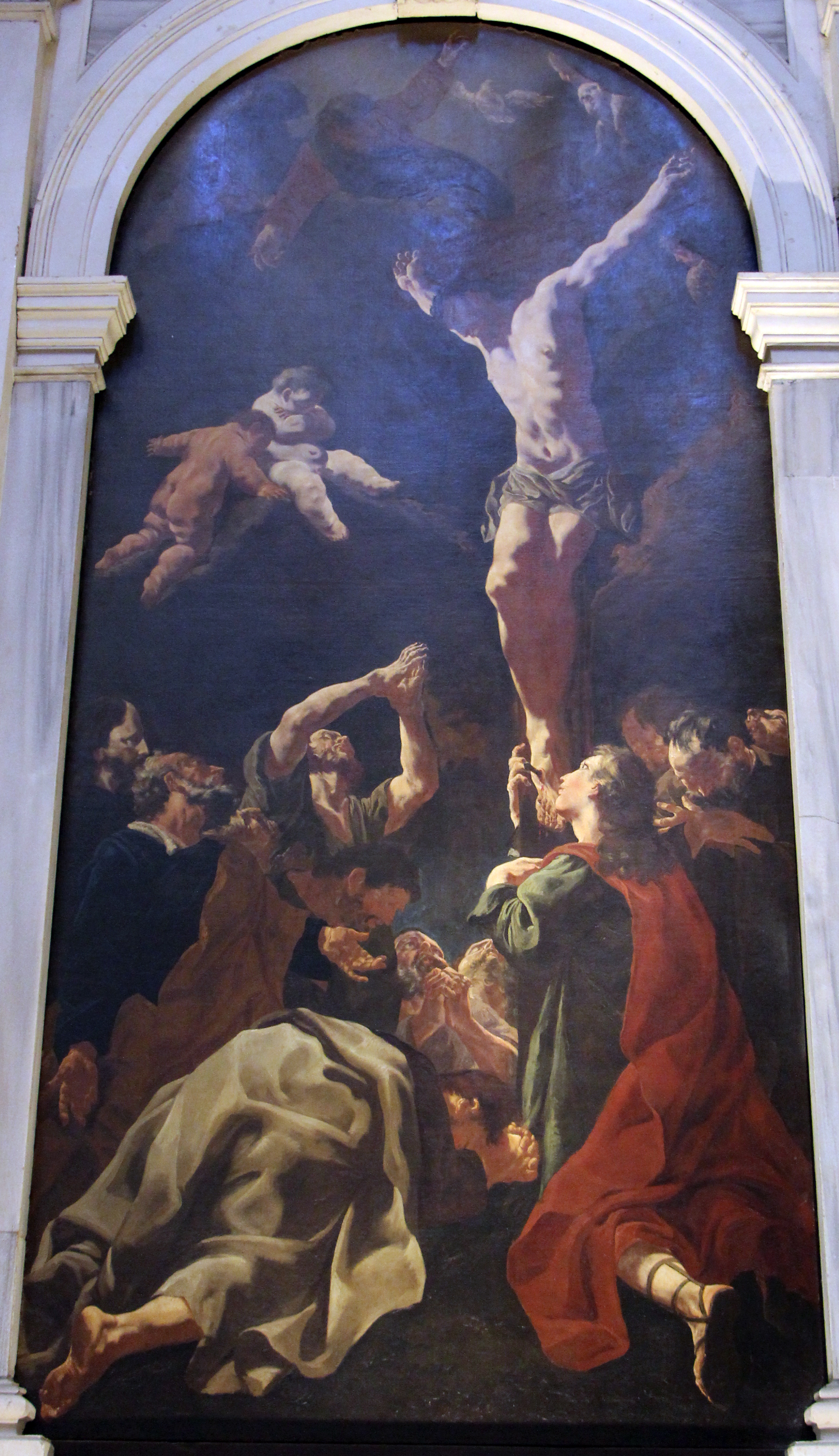
Crocifissione con gli apostoli,
1726-1732

La seva plena activitat en aquest període també es confirmada per un retrat pintat pel pintor Piazzetta (entre 1715 i 1720) en el qual es representada amb les seves eines. Ella mateixa, conscient del seu ascens en el món de l'art, en 1725 va pintar Autoritratto come pittrice (Autoretrat com a pintora). Lama era ben coneguda pel seu aspecte simple, fins i tot la mateixa Lama era molt conscient d'això i ho va reflectir en el seu propi autoretrat. Una carta escrita per Antonio Conti a la senyora de Caylus en març de 1728 ha estat molt important en la determinació dels antecedents i el caràcter de Lama. En la carta comenta, «La pobra dona és perseguida per pintar, però el seu talent triomfa sobre els seus enemics. És cert que ella és tan lletja com intel·ligent, però parla amb gràcia i educació, de manera que un pot perdonar fàcilment la seva cara ... ella viu, però, una vida molt retirada». Aquesta carta posa de manifest l'oposició dels artistes masculins de la carrera d'una dona i els prejudicis sobre la bellesa física, el mateix que li va passar a la pintora Rosalba Carriera.

Giuditta e Oloferne, ca. 1730. Galeria de l'Acadèmia de Venècia

En 1728, segons Antonio Conti, estava treballant en un gran Ratto di Europa (Rapte d'Europa), mentre que el 1733 va concloure un Sant'Antonio da Padova nell'atto di ricevere il Bambino (Sant Antoni de Pàdua en l'acte de la recepció del nadó) per a l'església Santa Maria dels Miracles de Venècia, i San Teodoro a cavallo e l'imperatore Licinio (San Teodor a cavall i l'emperador Licini) per a l'Escola de Sant Teodor. Totes aquestes obres s'han perdut, però roman a l'església de Sant Vidal una Crocifissione con gli apostoli (Crucifixió amb els apòstols, 1726-1732), considerada una de les seves obres més representatives. De la mateixa vena expressiva són Giuditta e Oloferne (Judit i Holofernes), conservat en la Galeria de l'Acadèmia de Venècia, i el Evangelisti (Evangelistes), en l'església de Sant Marcial de Venècia.
Una mica més tard (al voltant de 1730) van concloure la Madonna col Bambino (Madonna amb el Nen) i Santi Agostino e Francesco da Paola (Sants Agustí i Francesc de Paula) per a l'església de Sant Francesc de Šibenik i també el San Girolamo con l'angelo (Sant Jeroni amb l'àngel), actualment en la Galeria Campori Galeria de Mòdena.
Les dues últimes obres són Gloria di una santa (Glòria d'una santa o, més aviat, una Assumpció) exhibida a l'església de Santa Maria de l'Assumpció de Malamocco, i Giuditta con la testa di Oloferne (Judit amb el cap d'Holofernes) en una col·lecció privada. Saturno che divora il figlio (Saturn devorant al seu fill) (desaparegut) i els anomenats «teste di carattere» (tipus de caps) com Busto di vecchio con libro (Bust de vell amb un llibre), Busto di donna con zendado (Bust de dona amb sendat), Busto di vecchio con rosario (Bust de vell amb rosari), han desaparegut tots.
Morta per «febre aguda amb efecte cutani, que va degenerar en convulsions», va ser enterrada a la Basílica de Sant Joan i Sant Pau de Venècia. La seva germana Cecília va ser l'hereva.
L'estil del Lama és independent dels altres pintors contemporanis, sobretot de Piazzetta, que el va considerar més un company de professió que no pas un mestre. La seva pintura es mostra, de fet, molt més essencial i gairebé aspre, tendint fins i tot a la deformació anatòmica. La qüestió clau és l'ús violent del clarobscur. Va tenir una carrera d'èxit en la pintura personal privada i pública. Giulia Lama sembla haver estat la primera dona a trencar la barrera contra les dones que estudien i dibuixen figures nues; més de 200 dibuixos que han estat descobertes recentment demostren clarament que va estudiar figures nues i masculines durant la seva formació. Va tenir èxit públic en un estil que era típicament una professió ocupada només per homes, donant lloc a l'oposició dels seus homòlegs masculins que no estaven disposats a tolerar tal competència; el fet que va poder competir és absolutament sorprenent perquè la pintura de subjectes humans requeria l'estudi de la figura humana i, en particular, de la figura nua, i la majoria de les dones de la seva època no tenien accés a l'estudi de la nuesa.
També va tenir una mica de sort com a poetessa; en Componimenti poetici delle più illustri rimatrici di ogni secolo (Composicions poètiques de les més il·lustres rimadores de cada segle), editat per Luisa Bergalli (1726), s'enumeren tres sonets i dues cançons de Lama, mentre que altres poemes van ser publicats en 1734 i en 1740 en dues col·leccions. Es caracteritzen per un cert petrarquisme en el qual, però, imposa la personalitat vehement detectable en les seves pintures.